# Großer Preis von Frankreich 1961
Der Große Preis von Frankreich 1961 (offiziell XLVIIe Grand Prix de l'A.C.F.) fand am 2. Juli auf dem Circuit de Reims-Gueux in Reims statt und war das vierte Rennen der Automobil-Weltmeisterschaft 1961.

## Bericht

### Hintergrund
Für den Großen Preis von Frankreich wurden 26 Fahrzeuge gemeldet. Ferrari verringerte die Anzahl seiner Wagen wieder auf drei, es fuhren Phil Hill, Wolfgang Graf Berghe von Trips und Richie Ginther. Olivier Gendebien fuhr keine weiteren Rennen für die Scuderia Ferrari. Lotus setzte ebenfalls drei Wagen ein, neben den Stammfahrern Jim Clark und Innes Ireland erhielt Willy Mairesse ein Cockpit. Für Mairesse war dies das einzige Rennen für Lotus, er wechselte anschließend zu Ferrari, währenddessen Lotus den Rest der Saison mit Clark und Ireland fuhr.
Viele Teams hatten private Wagen für den Grand Prix gemeldet. Die Scuderia Serenissima meldete einen Cooper T51 und einen De Tomaso F1 sowohl für Maurice Trintignant als auch für Giorgio Scarlatti. Beide Fahrer qualifizierten sich mit dem Cooper für das Rennen. Trintignant fuhr dann den Cooper, Scarlatti in seinem letzten Automobilweltmeisterschaftsrennen den De Tomaso F1. Dieser Wagen hatte sein Debüt und wurde in den folgenden Jahren, jedoch ohne größere Erfolge, mehrfach eingesetzt. Die FISA (Federazione Italiana Scuderie Automobilistiche) – eine Vereinigung italienischer Rennteams (die Namensgleichheit mit dem internationalen Automobilsportverband war rein zufällig) – hatte mit Ferrari ein Abkommen getroffen, einem jungen italienischen Fahrer den Aufstieg zu ermöglichen. Dieser Fahrer war Giancarlo Baghetti, der zuvor bereits zwei nicht zur Automobilweltmeisterschaft zählende Grands Prix gewonnen hatte. Ferrari stellte der FISA bei ihrem einzigen Rennen einen Ferrari 156 zur Verfügung.
Stirling Moss war sowohl für das Rob Walker Racing Team gemeldet als auch für das UDT Laystall Racing Team. Moss fuhr Training und Rennen jedoch ausschließlich beim Rob Walker Racing Team. Das UDT Laystall Racing Team fuhr hingegen mit Henry Taylor, der schon beim ersten Saisonrennen für das Team gemeldet war. Sein Teamkollege wurde Lucien Bianchi, der zum UDT Laystall Racing Team wechselte. Für Camoradi International waren Masten Gregory und Ian Burgess gemeldet. Gregory fuhr das letzte Mal in seiner Karriere einen Cooper und wechselte danach ebenfalls zum UDT Laystall Racing Team, wo er Fahrer eines privaten Lotus 18/21 wurde. Das Yeoman Credit Racing Team erhöhte die Anzahl seiner Fahrzeuge auf zwei. Neben Stammfahrer John Surtees fuhr Roy Salvadori erstmals für das Team. Salvadori kehrte somit nach mehreren Rennen Pause wieder in die Automobilweltmeisterschaft zurück. Sein letzter Grand Prix zuvor war der Große Preis von Großbritannien 1960. Außerdem fuhr Michael May nach zwei Rennen Pause wieder für die Scuderia Colonia und Bernard Collomb debütierte mit einem eigenen Wagen.
In der Fahrerwertung führte Phil Hill mit einem Punkt Vorsprung auf seinen Teamkollegen Graf Berghe von Trips. Der dritte Ferrari-Fahrer, Ginther, war punktgleich mit Moss, was die Überlegenheit des Ferraris verdeutlichte. Auch in der Konstrukteurswertung führte Ferrari deutlich vor Lotus, nachdem das Team die letzten beiden Rennen gewonnen hatte. Mit Tony Brooks und Jack Brabham nahmen zwei ehemalige Sieger am Rennen teil. Cooper war im Vorjahr siegreich, Ferrari vorher fünfmal.
Nachdem der Circuit Reims-Gueux vier Jahre in Folge der Austragungsort des Großen Preises von Frankreich war, wechselte man in der folgenden Saison zur Strecke Rouen-les-Essarts, fuhr aber 1962 wieder in Reims.

### Training
Zum dritten Mal in Folge war Ferrari das überlegene Team im Training, mehrere Sekunden war der Wagen schneller als die Konkurrenz und die drei Fahrer belegten die ersten drei Startplätze. Phil Hill sicherte sich ebenfalls zum dritten Mal in Folge die Pole-Position vor seinen Teamkollegen Graf Berghe von Trips und Ginther. Dabei betrug der Abstand zu beiden mehr als eine Sekunde. Schnellster Fahrer, der keinen Ferrari fuhr, war Moss. Er belegte Startplatz vier und war ebenfalls mehr als eine Sekunde schneller als die Fahrer, die sich hinter ihm qualifizierten.
Im Mittelfeld waren die Abstände zwischen den Fahrern geringer. Clark qualifizierte sich auf Rang fünf vor Graham Hill auf B.R.M. Die Gruppe komplettierte Surtees auf Position sieben. Achter wurde Bruce McLaren, der für das Cooper-Werksteam fuhr, vor Dan Gurney auf Porsche und Ireland.

### Rennen
Das Startduell gewann Phil Hill, er führte die ersten Runden vor seinen Teamkollegen Ginther und Graf Berghe von Trips, die sich um Position zwei duellierten. Nachdem sich Ginther von der Strecke gedreht hatte, übernahm Moss den dritten Rang. Sein Wagen war den beiden führenden Ferraris jedoch unterlegen. Im Mittelfeld entwickelte sich ein Kampf zwischen sieben Wagen, in den Gurney, Bonnier, Clark, Ireland, Graham Hill, McLaren und Baghetti involviert waren. Anschließend überholte Ginther Moss, der wenige Runden später wegen Bremsproblemen mehrere Plätze zurückfiel.
Durch die hohen Temperaturen an der Strecke war die Ausfallquote des Rennens hoch. Bereits in der vierten Rennrunde startete eine Serie von technisch bedingten Ausfällen, die den Rennverlauf maßgeblich bestimmten. Lewis Wagen überhitzte, ebenso der B.R.M. von Brooks. Surtees schied durch Unfall aus, zwei Runden später hatte Collomb einen Motorschaden. In Runde 14 gab der amtierende Weltmeister Jack Brabham wegen eines technischen Defekts auf, es folgten Motorschäden von Scarlatti und Graf Berghe von Trips. Vor dem Ausfall hatte Graf Berghe von Trips die Führung von Phil Hill durch eine Stallorder übernommen und sie vier Runden lang gehalten. Im Mittelfeld gab es weitere Ausfälle, die Wagen von Bianchi und Carel Godin de Beaufort überhitzten, Mairesse erlitt einen Motorschaden und Moss stellte seinen Wagen in Runde 31 endgültig ab, weil die Bremsprobleme andauerten.
An der Spitze lag Phil Hill bis zur Runde 38 auf Position eins vor Ginther, als er sich von der Strecke drehte und mit einer Runde Rückstand das Rennen fortsetzte. Ginther führte dann jedoch nur wenige Runden, da auch bei ihm ein Motorschaden auftrat. Er wurde jedoch noch auf Platz 15 klassifiziert, weil er die dafür erforderliche Renndistanz zurückgelegt hatte. Damit hatte die Konkurrenz des Ferrari-Werksteams die Chance auf den Sieg. Baghetti setzte sich im Duell um die Spitze durch und führte in seinem ersten Grand Prix der Automobilweltmeisterschaft. Drei Umläufe später wurde er aber von Bonnier überholt, der das letzte Mal in seiner Karriere einen Grand Prix anführte. Für das Porsche-Werksteam waren es die ersten Führungskilometer in ihrer Teamgeschichte bei der Automobilweltmeisterschaft. Während Bonnier nach nur einer Runde auf Platz eins wieder zurückfiel, entwickelte sich in den letzten Runden ein Duell um den Sieg zwischen Baghetti und Gurney, bei dem beide Fahrer sich oft gegenseitig überholten. Der Zweikampf wurde erst vor der Ziellinie entschieden, als Baghetti besser aus der letzten Kurve herauskam und Gurney ungefähr 100 Meter vor dem Ziel überholte.
Baghetti wurde damit nach Giuseppe Farina und Johnnie Parsons der dritte Fahrer, der sein Debütrennen gewann, dies blieb allerdings sein einziger Sieg und seine einzige Podest-Platzierung in der Automobilweltmeisterschaft. Bis dahin gewann viele Jahre lang kein Italiener, der letzte Erfolg war der Sieg von Luigi Musso beim Großen Preis von Argentinien 1956. Sein Team FISA fuhr keine weiteren Rennen mehr und behielt dadurch als einziges Team der Geschichte eine Gewinnquote von 100 %. Für den Konstrukteur Ferrari war es der dritte Sieg in Folge.
Gurney wurde Zweiter und erreichte damit die erste Podestplatzierung für Porsche. Clark wurde Dritter vor seinem Teamkollegen Ireland. McLaren kam auf Rang fünf ins Ziel. Graham Hill erzielte mit Platz sechs die ersten Saisonpunkte von B.R.M. Bonnier verfehlte die Punkteränge auf Position sieben. Mit einer Runde Rückstand klassifizierte sich Salvadori auf Platz acht. Außerdem wurden Phil Hill, Taylor, May, Gregory, Trintignant, Burgess und Ginther noch gewertet. Einige dieser Fahrer hatten mehr als neun Runden Rückstand.
In der Fahrerwertung gab es auf den ersten vier Positionen keine Veränderungen, da Phil Hill, Graf Berghe von Trips, Moss und Ginther keine Punkte erreichten. Baghetti stieg auf Rang fünf in die Fahrerwertung ein. Noch hatten alle Fahrer die theoretische Chance Weltmeister zu werden. In der Konstrukteurswertung baute Ferrari seinen Vorsprung vor Lotus auf 14 Punkte aus. Porsche verbesserte sich auf Rang drei und hatte nach dem Grand Prix drei Punkte Vorsprung auf Cooper. Alle Teams hatten noch die Chance Konstrukteursweltmeister zu werden, Ferrari hatte die Möglichkeit im nächsten Rennen vorzeitig diesen Titel zu gewinnen, mit einem Sieg und wenn Lotus dabei maximal Dritter gewesen wäre.

## Meldeliste
| Team                       | Nr. | Fahrer                         | Chassis          | Motor           | Reifen |
| -------------------------- | --- | ------------------------------ | ---------------- | --------------- | ------ |
| Cooper Car Company         | 02  | Jack Brabham                   | Cooper T55       | Climax 1.5 L4   | D      |
| Cooper Car Company         | 04  | Bruce McLaren                  | Cooper T55       | Climax 1.5 L4   | D      |
| Team Lotus                 | 06  | Innes Ireland                  | Lotus 21         | Climax 1.5 L4   | D      |
| Team Lotus                 | 08  | Jim Clark                      | Lotus 21         | Climax 1.5 L4   | D      |
| Team Lotus                 | 48  | Willy Mairesse                 | Lotus 21         | Climax 1.5 L4   | D      |
| Porsche System Engineering | 10  | Jo Bonnier                     | Porsche 718      | Porsche 1.5 B4  | D      |
| Porsche System Engineering | 12  | Dan Gurney                     | Porsche 718      | Porsche 1.5 B4  | D      |
| Ecurie Maarsbergen         | 14  | Carel Godin de Beaufort        | Porsche 718      | Porsche 1.5 B4  | D      |
| Scuderia Ferrari SpA SEFAC | 16  | Phil Hill                      | Ferrari 156      | Ferrari 1.5 V6  | D      |
| Scuderia Ferrari SpA SEFAC | 18  | Richie Ginther                 | Ferrari 156      | Ferrari 1.5 V6  | D      |
| Scuderia Ferrari SpA SEFAC | 20  | Wolfgang Graf Berghe von Trips | Ferrari 156      | Ferrari 1.5 V6  | D      |
| Owen Racing Organisation   | 22  | Graham Hill                    | BRM P48/57       | Climax 1.5 L4   | D      |
| Owen Racing Organisation   | 24  | Tony Brooks                    | BRM P48/57       | Climax 1.5 L4   | D      |
| Rob Walker Racing Team     | 26  | Stirling Moss                  | Lotus 18/21      | Climax 1.5 L4   | D      |
| UDT Laystall Racing Team   | 26  | Stirling Moss                  | Lotus 18         | Climax 1.5 L4   | D      |
| UDT Laystall Racing Team   | 28  | Lucien Bianchi                 | Lotus 18/21      | Climax 1.5 L4   | D      |
| UDT Laystall Racing Team   | 30  | Henry Taylor                   | Lotus 18/21      | Climax 1.5 L4   | D      |
| Scuderia Serenissima       | 32  | Maurice Trintignant            | Cooper T51       | Maserati 1.5 L4 | D      |
| Scuderia Serenissima       | 32  | Giorgio Scarlatti              | Cooper T51       | Maserati 1.5 L4 | D      |
| Scuderia Serenissima       | 34  | Maurice Trintignant            | De Tomaso F1-001 | OSCA 1.5 L4     | D      |
| Scuderia Serenissima       | 34  | Giorgio Scarlatti              | De Tomaso F1-001 | OSCA 1.5 L4     | D      |
| Camoradi International     | 36  | Masten Gregory                 | Cooper T53       | Climax 1.5 L4   | D      |
| Camoradi International     | 38  | Ian Burgess                    | Lotus 18         | Climax 1.5 L4   | D      |
| Yeoman Credit Racing Team  | 40  | John Surtees                   | Cooper T53       | Climax 1.5 L4   | D      |
| Yeoman Credit Racing Team  | 42  | Roy Salvadori                  | Cooper T53       | Climax 1.5 L4   | D      |
| H&L Motors                 | 44  | Jackie Lewis                   | Cooper T53       | Climax 1.5 L4   | D      |
| Scuderia Colonia           | 46  | Michael May                    | Lotus 18         | Climax 1.5 L4   | D      |
| FISA                       | 50  | Giancarlo Baghetti             | Ferrari 156      | Ferrari 1.5 V6  | D      |
| Bernard Collomb            | 52  | Bernard Collomb                | Cooper T53       | Climax 1.5 L4   | D      |

Anmerkungen
1. 1 2  Moss war für zwei Teams gemeldet. Er fuhr den Lotus 18/21 des Rob Walker Racing Teams mit der Nummer 26 in den Trainingssitzungen und im Rennen.
2. 1 2 3 4  Maurice Trintignant und Giorgio Scarlatti waren auf beide Wagen des Teams gemeldet. Beide Fahrer fuhren den Cooper T51 mit der Nummer 32 in den Trainingssitzungen, Trintignant diesen Wagen im Rennen, Scarlatti den De Tomaso F1-001 mit der Startnummer 34 im Rennen.

## Klassifikationen

### Startaufstellung
| Pos. | Fahrer                         | Konstrukteur    | Zeit   | Ø-Geschwindigkeit | Start |
| ---- | ------------------------------ | --------------- | ------ | ----------------- | ----- |
| 01   | Phil Hill                      | Ferrari         | 2:24,9 | 206,26 km/h       | 01    |
| 02   | Wolfgang Graf Berghe von Trips | Ferrari         | 2:26,4 | 204,15 km/h       | 02    |
| 03   | Richie Ginther                 | Ferrari         | 2:26,8 | 203,59 km/h       | 03    |
| 04   | Stirling Moss                  | Lotus-Climax    | 2:27,6 | 202,49 km/h       | 04    |
| 05   | Jim Clark                      | Lotus-Climax    | 2:29,0 | 200,59 km/h       | 05    |
| 06   | Graham Hill                    | B.R.M.-Climax   | 2:29,1 | 200,45 km/h       | 06    |
| 07   | John Surtees                   | Cooper-Climax   | 2:29,1 | 200,45 km/h       | 07    |
| 08   | Bruce McLaren                  | Cooper-Climax   | 2:29,4 | 200,05 km/h       | 08    |
| 09   | Dan Gurney                     | Porsche         | 2:29,6 | 199,78 km/h       | 09    |
| 10   | Innes Ireland                  | Lotus-Climax    | 2:29,8 | 199,51 km/h       | 10    |
| 11   | Tony Brooks                    | B.R.M.-Climax   | 2:29,9 | 199,38 km/h       | 11    |
| 12   | Giancarlo Baghetti             | Ferrari         | 2:30,5 | 198,59 km/h       | 12    |
| 13   | Jo Bonnier                     | Porsche         | 2:30,5 | 198,59 km/h       | 13    |
| 14   | Jack Brabham                   | Cooper-Climax   | 2:31,0 | 197,93 km/h       | 14    |
| 15   | Roy Salvadori                  | Cooper-Climax   | 2:31,2 | 197,67 km/h       | 15    |
| 16   | Masten Gregory                 | Cooper-Climax   | 2:31,3 | 197,54 km/h       | 16    |
| 17   | Carel Godin de Beaufort        | Porsche         | 2:31,8 | 196,89 km/h       | 17    |
| 18   | Jackie Lewis                   | Cooper-Climax   | 2:32,0 | 196,63 km/h       | 18    |
| 19   | Lucien Bianchi                 | Lotus-Climax    | 2:35,8 | 191,83 km/h       | 19    |
| 20   | Willy Mairesse                 | Lotus-Climax    | 2:35,8 | 191,83 km/h       | 20    |
| 21   | Bernard Collomb                | Cooper-Climax   | 2:36,8 | 190,61 km/h       | 21    |
| 22   | Michael May                    | Lotus-Climax    | 2:37,9 | 189,28 km/h       | 22    |
| 23   | Maurice Trintignant            | Cooper-Maserati | 2:39,7 | 187,15 km/h       | 23    |
| 24   | Ian Burgess                    | Lotus-Climax    | 2:39,7 | 187,15 km/h       | 24    |
| 25   | Henry Taylor                   | Lotus-Climax    | 2:40,3 | 186,45 km/h       | 25    |
| 26   | Giorgio Scarlatti              | De-Tomaso-OSCA  | 2:47,1 | 178,86 km/h       | 26    |

### Rennen
| Pos. | Fahrer                         | Konstrukteur    | Runden | Stopps | Zeit        | Start | Schnellste Runde |
| ---- | ------------------------------ | --------------- | ------ | ------ | ----------- | ----- | ---------------- |
| 01   | Giancarlo Baghetti             | Ferrari         | 52     |        | 2:14:17,5   | 12    | 2:31,0           |
| 02   | Dan Gurney                     | Porsche         | 52     |        | + 0,1       | 09    | 2:30,8           |
| 03   | Jim Clark                      | Lotus-Climax    | 52     |        | + 1:01,1    | 05    | 2:30,1           |
| 04   | Innes Ireland                  | Lotus-Climax    | 52     |        | + 1:10,3    | 10    | 2:34,0           |
| 05   | Bruce McLaren                  | Cooper-Climax   | 52     |        | + 1:41,8    | 08    | 2:34,5           |
| 06   | Graham Hill                    | B.R.M.          | 52     |        | + 1:41,9    | 06    | 2:32,3           |
| 07   | Jo Bonnier                     | Porsche         | 52     |        | + 3:15,4    | 13    | 2:31,8           |
| 08   | Roy Salvadori                  | Cooper-Climax   | 51     |        | + 1 Runde   | 15    | 2:33,700         |
| 09   | Phil Hill                      | Ferrari         | 50     |        | + 2 Runden  | 01    | 2:27,1 (20.)     |
| 10   | Henry Taylor                   | Lotus-Climax    | 49     |        | + 3 Runden  | 25    | 2:37,2           |
| 11   | Michael May                    | Lotus-Climax    | 48     |        | + 4 Runden  | 22    | 2:40,7           |
| 12   | Masten Gregory                 | Cooper-Climax   | 43     |        | + 9 Runden  | 16    | 2:33,1           |
| 13   | Maurice Trintignant            | Cooper-Maserati | 42     |        | + 10 Runden | 23    | 2:45,0           |
| 14   | Ian Burgess                    | Lotus-Climax    | 42     |        | + 10 Runden | 24    | 2:44,9           |
| 15   | Richie Ginther                 | Ferrari         | 40     |        | + 12 Runden | 03    | 2:31,2           |
| –    | Stirling Moss                  | Lotus-Climax    | 31     |        | DNF         | 04    | 2:30,4           |
| –    | Willy Mairesse                 | Lotus-Climax    | 27     |        | DNF         | 20    | 2:38,2           |
| –    | Carel Godin de Beaufort        | Porsche         | 23     |        | DNF         | 17    | 2:39,1           |
| –    | Lucien Bianchi                 | Lotus-Climax    | 21     |        | DNF         | 19    | 2:42,8           |
| –    | Wolfgang Graf Berghe von Trips | Ferrari         | 18     |        | DNF         | 02    | 2:31,0           |
| –    | Giorgio Scarlatti              | De Tomaso-OSCA  | 15     |        | DNF         | 26    | 2:48,0           |
| –    | Jack Brabham                   | Cooper-Climax   | 14     |        | DNF         | 14    | 2:38,8           |
| –    | Bernard Collomb                | Cooper-Climax   | 6      |        | DNF         | 21    | 2:54,6           |
| –    | Tony Brooks                    | B.R.M.-Climax   | 4      |        | DNF         | 11    | 2:35,6           |
| –    | John Surtees                   | Cooper-Climax   | 4      |        | DNF         | 07    | 2:32,1           |
| –    | Jackie Lewis                   | Cooper-Climax   | 4      |        | DNF         | 18    | 2:44,3           |

## WM-Stände nach dem Rennen
Die ersten sechs des Rennens bekamen 9, 6, 4, 3, 2, 1 Punkte. Es zählten nur die fünf besten Ergebnisse aus acht Rennen. In der Konstrukteurswertung bekamen die ersten sechs des Rennens 8, 6, 4, 3, 2, 1 Punkte, es zählten dabei nur die Punkte des bestplatzierten Fahrers eines Teams.

### Fahrerwertung
| Pos. | Fahrer                         | Konstrukteur    | Punkte |
| ---- | ------------------------------ | --------------- | ------ |
| 01   | Phil Hill                      | Ferrari         | 19     |
| 02   | Wolfgang Graf Berghe von Trips | Ferrari         | 18     |
| 03   | Stirling Moss                  | Lotus-Climax    | 12     |
| 04   | Richie Ginther                 | Ferrari         | 12     |
| 05   | Giancarlo Baghetti             | Ferrari         | 9      |
| 06   | Dan Gurney                     | Porsche         | 9      |
| 07   | Jim Clark                      | Lotus-Climax    | 8      |
| 08   | Olivier Gendebien              | Ferrari         | 3      |
| 09   | Bruce McLaren                  | Cooper-Climax   | 3      |
| 10   | Innes Ireland                  | Lotus-Climax    | 3      |
| 11   | John Surtees                   | Cooper-Climax   | 2      |
| 12   | Jack Brabham                   | Cooper-Climax   | 1      |
| 13   | Graham Hill                    | B.R.M.-Climax   | 1      |
| 14   | Maurice Trintignant            | Cooper-Maserati | 0      |
| 15   | Cliff Allison                  | Lotus-Climax    | 0      |
| 16   | Roy Salvadori                  | Cooper-Climax   | 0      |

| Pos. | Fahrer                  | Konstrukteur         | Punkte |
| ---- | ----------------------- | -------------------- | ------ |
| 17   | Hans Herrmann           | Porsche              | 0      |
| 18   | Jo Bonnier              | Porsche              | 0      |
| 19   | Jackie Lewis            | Cooper-Climax        | 0      |
| 20   | Masten Gregory          | Cooper-Climax        | 0      |
| 21   | Henry Taylor            | Lotus-Climax         | 0      |
| 22   | Michael May             | Lotus-Climax         | 0      |
| 23   | Ian Burgess             | Lotus-Climax         | 0      |
| 24   | Carel Godin de Beaufort | Porsche              | 0      |
| 25   | Trevor Taylor           | Lotus-Climax         | 0      |
| –    | Willy Mairesse          | Lotus-Climax / Lotus | 0      |
| –    | Tony Brooks             | B.R.M.-Climax        | 0      |
| –    | Lorenzo Bandini         | Cooper-Maserati      | 0      |
| –    | Lucien Bianchi          | Lotus-Climax         | 0      |
| –    | Giorgio Scarlatti       | De Tomaso-Osca       | 0      |
| –    | Bernard Collomb         | Cooper-Climax        | 0      |

### Konstrukteurswertung
| Pos. | Konstrukteur    | Punkte |
| ---- | --------------- | ------ |
| 01   | Ferrari         | 30     |
| 02   | Lotus-Climax    | 16     |
| 03   | Porsche         | 9      |
| 04   | Cooper-Climax   | 6      |
| 05   | B.R.M.-Climax   | 1      |
| –    | Cooper-Maserati | 0      |
| –    | De Tomaso-OSCA  | 0      |